# Зезуленій-Ной
Зезуленій-Ной (рум. Zăzulenii Noi) — село в Унгенському районі Молдови. Входить до складу комуни, адміністративним центром якої є село Агрономовка.

## Населення
За даними перепису населення 2004 року у селі проживали 385 осіб.
Національний склад населення села:
| Національність | Кількість осіб | Відсоток |
| -------------- | -------------- | -------- |
| українці       | 242            | 62,9%    |
| молдавани      | 140            | 36,4%    |
| гагаузи        | 2              | 0,5%     |
| росіяни        | 1              | 0,3%     |
| Всього         | 385            | 100%     |